# Scotland Yard

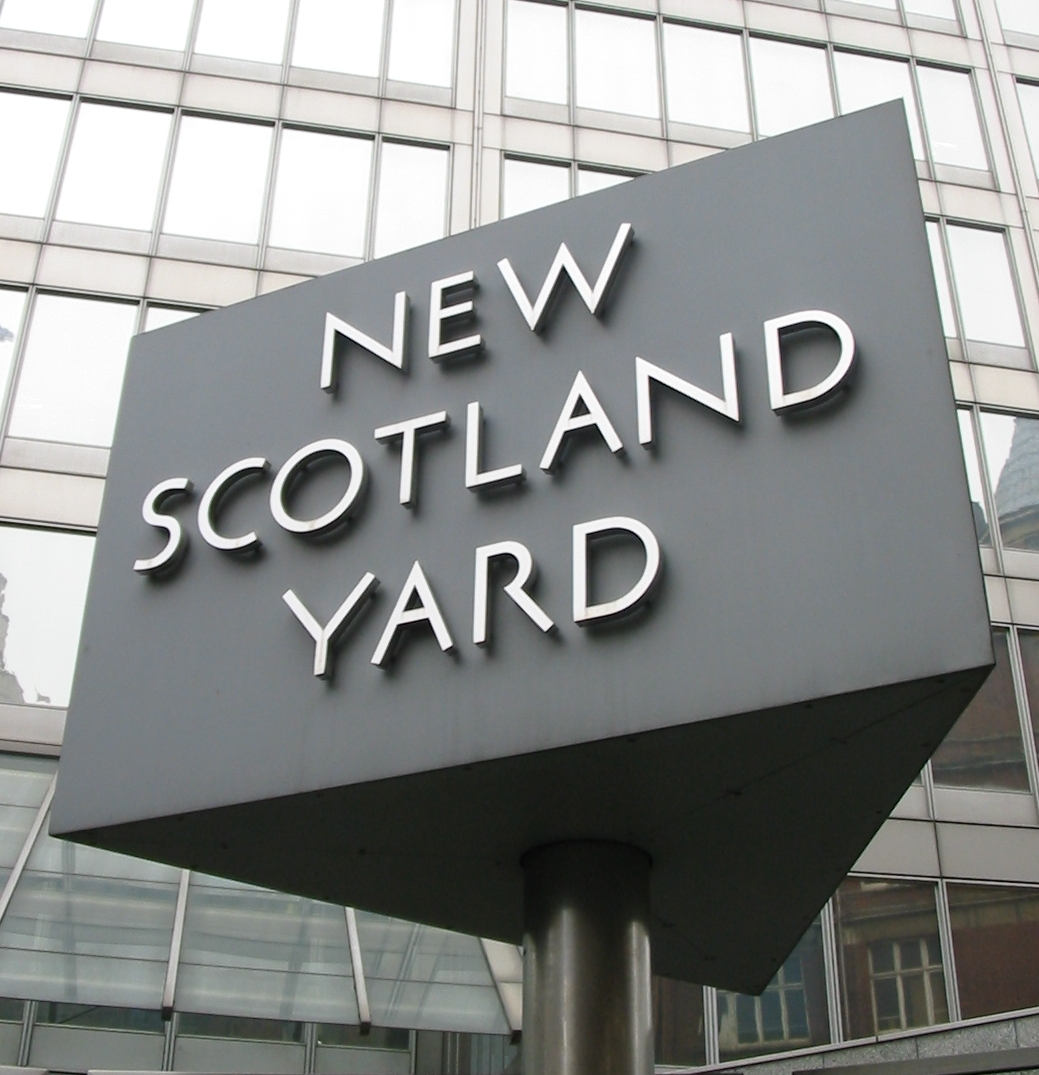

Scotland Yard este adesea folosit ca o metonimie pentru Serviciul de Poliție Metropolitană din Londra, Marea Britanie. Această denumire provine din amplasamentul original al sediului Poliției Metropolitane, care se găsea la 4 Whitehall Place, a cărui intrare din spate era pe o stradă numită Great Scotland Yard. Intrarea dinspre Scotland Yard a devenit intrarea publicului în secția de poliție. În timp, strada și Poliția Metropolitană au devenit sinonime. 
Forța de poliție din Londra a fost creată în 1829 printr-un act introdus în Parlament de către ministrul de interne, Sir Robert Peel. 
New York Times scria în 1964 că așa cum Wall Street a dat numele său lumii financiare din New York, Scotland Yard a făcut același lucru cu activitatea de poliție din Londra. Poliția Metropolitană s-a mutat de pe Scotland Yard în 1890 și numele de New Scotland Yard a fost adoptat pentru noul sediu. 